# (4453) Bornholm
(4453) Bornholm (1988 VC) – planetoida z grupy pasa głównego asteroid okrążająca Słońce w ciągu 5,18 lat w średniej odległości 2,99 j.a. Odkryta 3 listopada 1988 roku.